# Voisin Laboratoire
Pour les articles homonymes, voir Voisin (homonymie) et Laboratoire.
Une Avions Voisin C6 Laboratoire est une voiture de compétition du constructeur automobile français Avions Voisin, construite en 4 exemplaires entre 1923 et 1924.

## Historique
Ce prototype original d’avant-garde atypique et très innovant de voiture de compétition Avions Voisin est conçu en 6 mois par Gabriel Voisin et par son chef-ingénieur-pilote André Lefèbvre, pour succéder à ses précédentes Avions Voisin C3 Sport de 1921 (André Lefèbvre est le futur chef-concepteur Citroën emblématique des futures Traction Avant, 2 CV, et DS). 

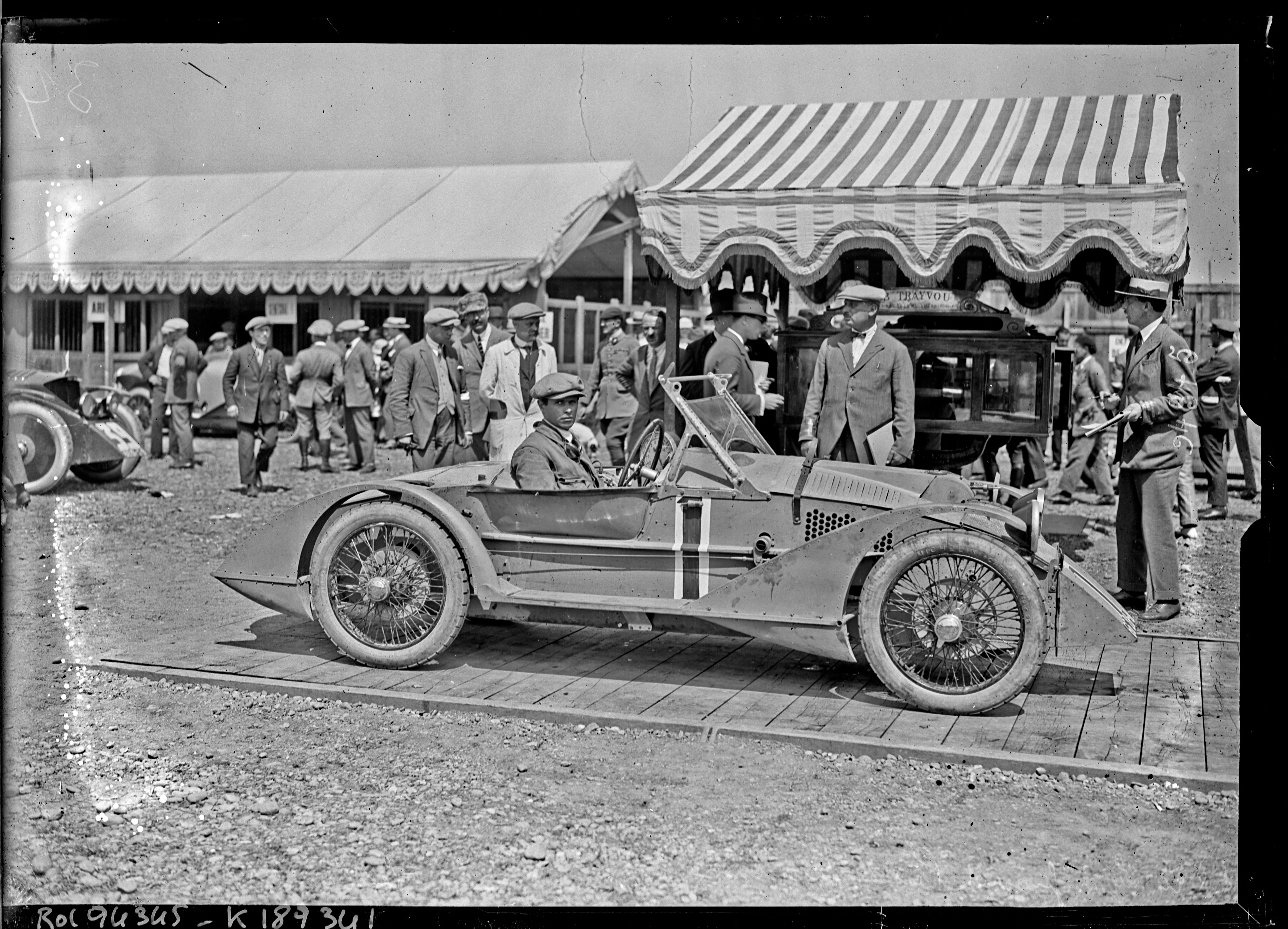
1re version « Tourisme » avec André Lefèbvre
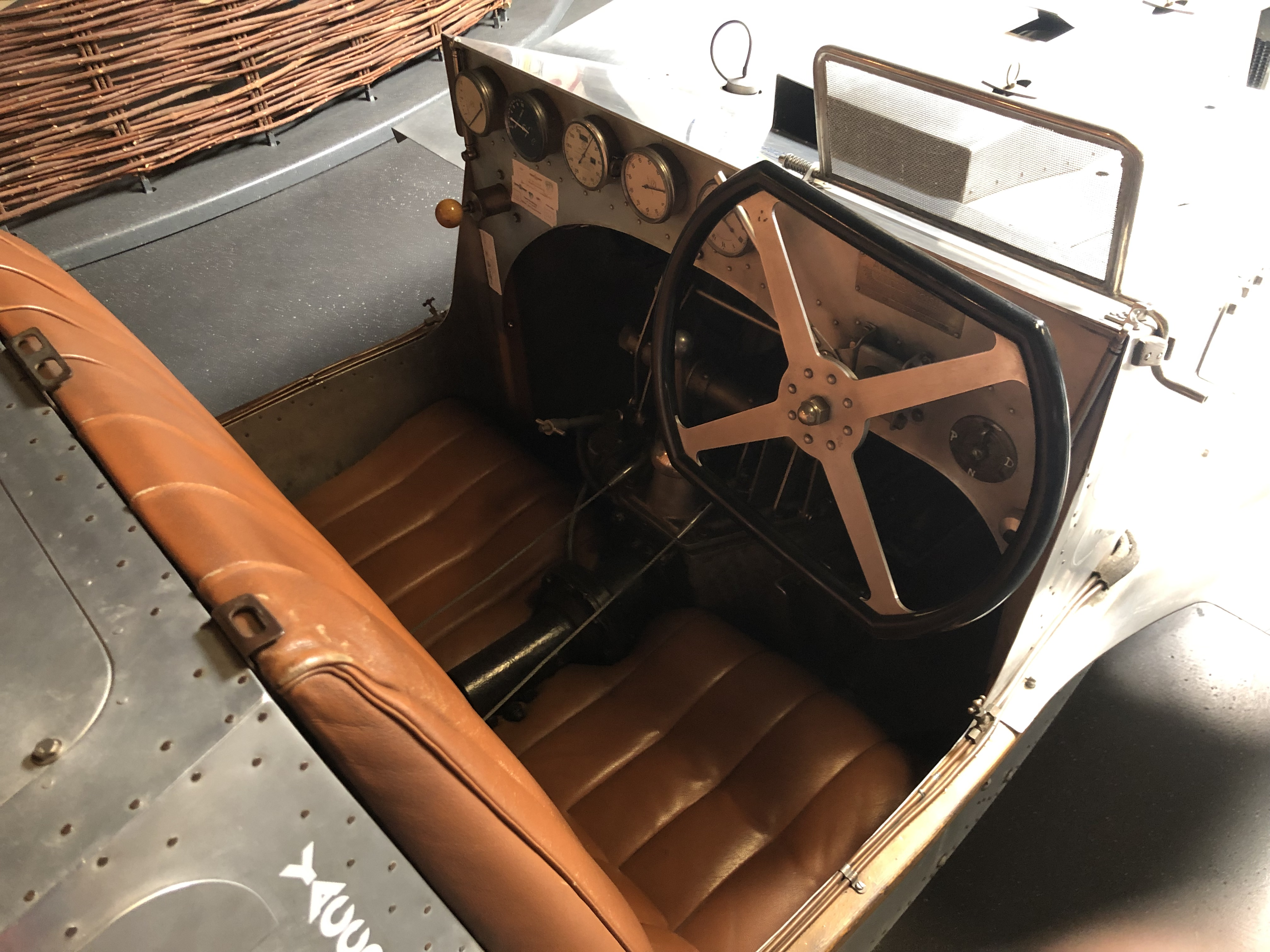
Tableau de bord
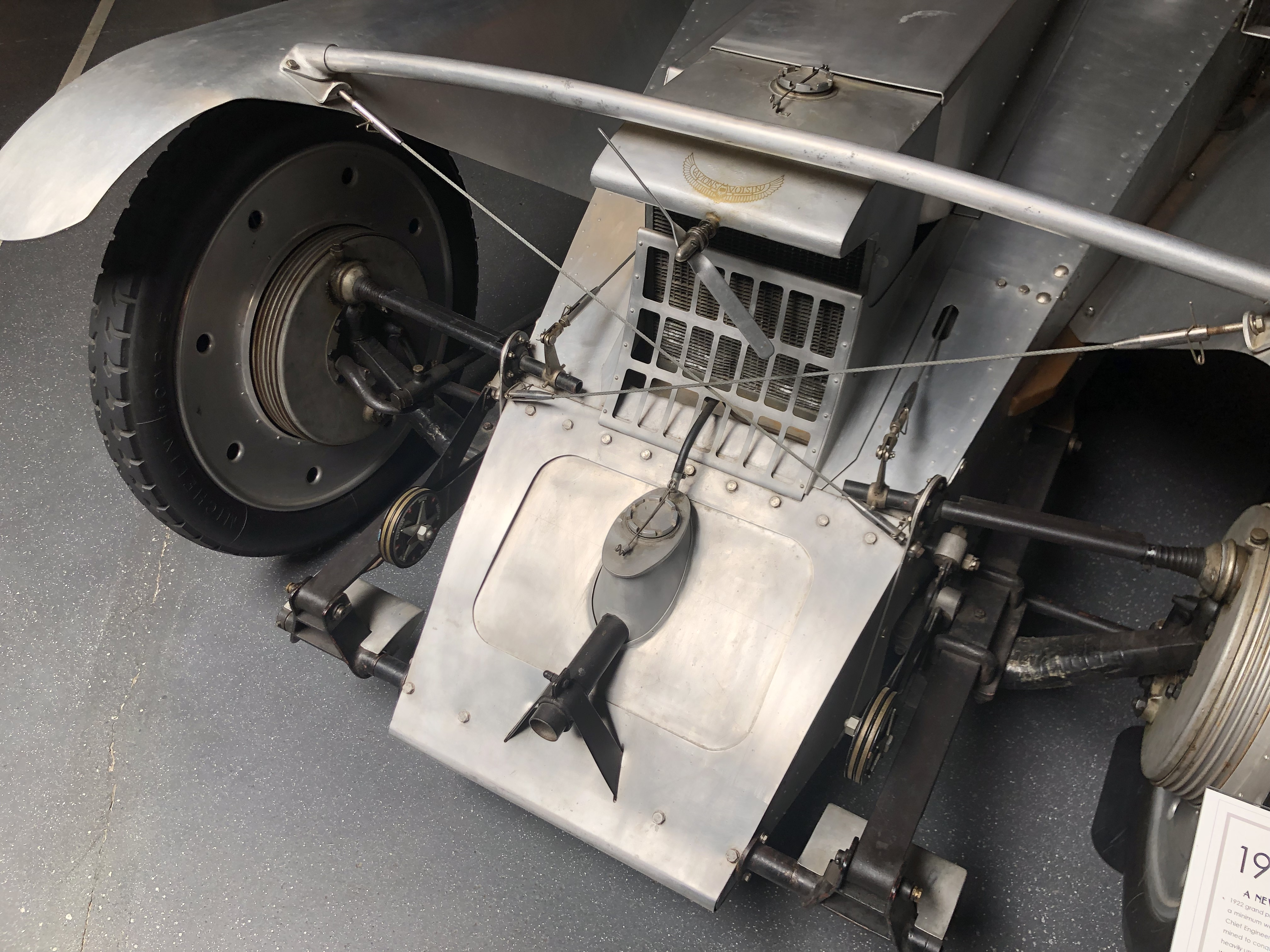
Helice de radiateur

La carrosserie speedster légère de 660 kg est constituée de panneaux en alliage d'aluminium rivetés et cloués sur une structure anguleuse en frêne, inspirés des techniques aéronautiques des fuselages des avions Voisin frères de la Première Guerre mondiale, et des avions à effet de sol, avec un design profilé original, rival des carrosseries « Tank Bugatti » des Bugatti Type 32 de l'époque. Une importante réduction de la voie arrière permet de se dispenser de différentiel.
Elle est motorisée par un moteur 6 cylindres en ligne sans soupapes à chemises coulissantes (de type Knight engine (en)) de 2 L de cylindrée pour 80 ch, pour près de 180 km/h de vitesse de pointe. Une petite hélice innovante devant le radiateur entraîne la pompe à eau au prorata de la vitesse, pour améliorer le refroidissement.
Les Avions Voisin 4 cylindres des Records (1925) et Avions Voisin des Records (1927) lui succède.

## Compétition

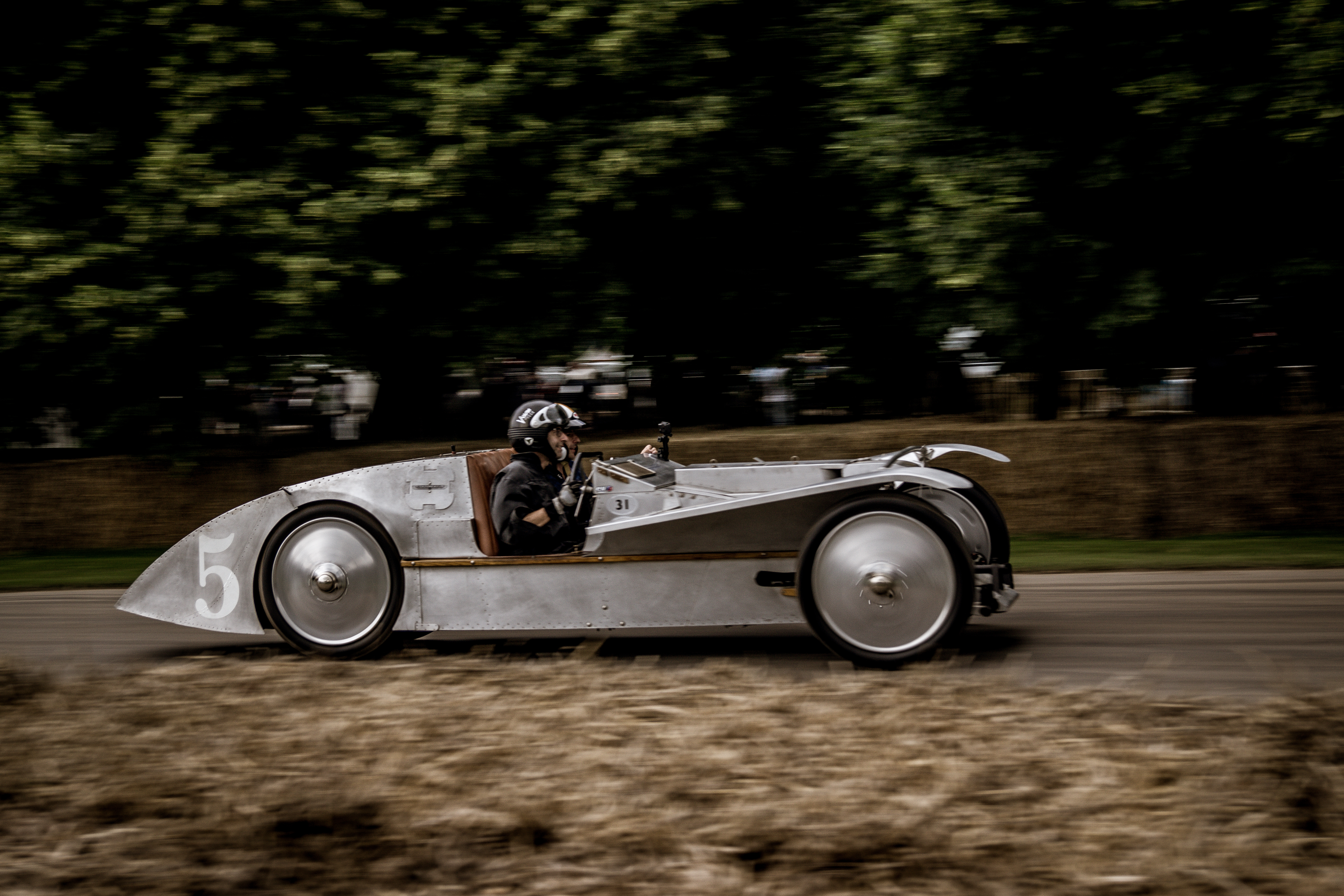
Au festival de vitesse de Goodwood 2016.

Une première version termine 1er du Grand Prix automobile de France 1922 catégorie « Tourisme », avec son pilote-concepteur André Lefèbvre.
Quatre Voisin Laboratoire sont engagées au Grand Prix automobile de France 1923, sans pouvoir s'imposer aux Sunbeam Grand Prix (1923) (en) et Bugatti Type 32 concurrentes, plus fiables et plus puissantes. Son pilote-concepteur André Lefèbvre est le seul à terminer la course en 5e place, terminant plus d'une heure après le premier. Trois modèles sont engagées aux Grand Prix automobile d'Italie 1923, avec trois abandons.    

## Palmarès partiel

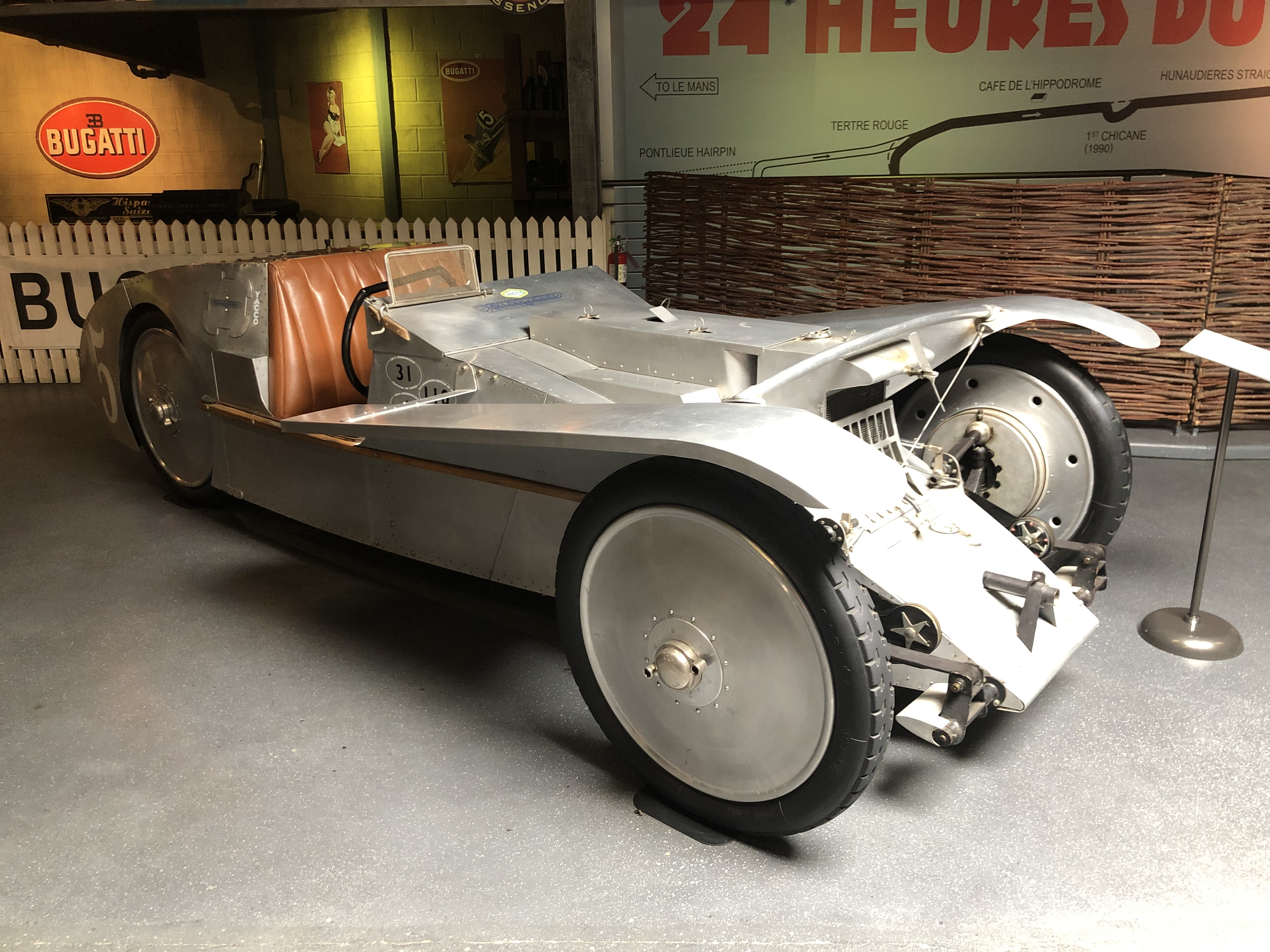
Reconstitution d'Avions Voisin C6 Laboratoire « n°5 » de la Collection Peter Mullin en Californie.

- 1922 : 1er du Grand Prix automobile de France 1922 catégorie « Tourisme » avec André Lefèbvre.
- 1923 : 5e du Grand Prix automobile de France 1923, avec André Lefèbvre.

## Voiture de collection
Alors que les quatre modèles originaux ont disparu, une Avions Voisin Laboratoire « n°5 » est recréée en 1992 par un collectionneur pationné, pour la commémoration du 70e anniversaire du Grand Prix de Tours (lieu du Grand Prix automobile de France 1923). Elle est acquise par la Collection Peter Mullin (Californie) et exposée entre autres au salon Rétromobile de Paris 1993.  